# 古賀シュウ
古賀 シュウ（こが シュウ、1967年10月6日 - ）は、日本のものまね芸人である。本名、古賀 修一（こが しゅういち）。
福岡県生まれ、愛知県東海市育ち。太田プロダクション所属。

## 概説
学生時代から物真似番組に出演して物真似を披露していた。
国際武道大学卒業後は、地元愛知県で生命保険会社の営業マンに就職、私生活でも結婚していたが、31歳の時に離婚。その後、芸人を志すようになり34歳の時に脱サラ、上京する。サラリーマン時代は年収約1000万を稼いでいたが、芸人デビュー後の年収は激減。
なお柔道二段・剣道初段・空手道初段など武道の経験が豊富であり、現在はプリティ長嶋の野球チーム『MBC（モノマネベースボールクラブ）』のメンバーでもある。
2020年2月、再婚を発表する。
2022年1月、離婚を発表する。

## ものまねレパートリー
- 中村紀洋
- 武田鉄矢
- 桑田佳祐
- なぎら健壱
- 長島三奈
- 武蔵
- 鈴木宗男
- 浜田幸一
- いかりや長介
- 井筒和幸
- 加藤茶
- 鈴木雅之
- 浜口京子
- 竹原ピストル
- 神取忍
- 明松功
- 香川照之
- 佐藤B作
- 佐藤二朗
- ウド鈴木
- 梅沢富美男
- 武田真治
- 前澤友作
- 張本智和
- 村上ショージ
- 横山昭二
- 川内康範
- 早野凡平
- 吉川晃司
- 槇原敬之
- みやぞん
- アニマル浜口
- 神田伯山
- カンニング竹山
- 神奈月
- 春風亭小朝
- 山田隆夫
- 林家正蔵
- 林家こん平
- 桂小枝
- 堀江貴文
- 宮川大輔
- 松本人志
- フットボールアワー
- スギちゃん
- 吉田敬
- 松山千春
- 小林旭
- 森進一
- 吉幾三
- 三又又三
- 真栄田賢
- 竹内力
- 田山涼成
- 村西とおる
- 柄本明
- ユ・ジェミョン（梨泰院クラスチャンガ会長）
- 蛍原徹
- 石田重廣
- 湯浅卓
- 白根誠
- 須藤弥勒
- 村山輝星
- 村方乃々佳
- 清水アキラ
- 津田篤宏
- 水木しげる
- 鏡優翔
- ドナルド・トランプ

などの多くのものまねレパートリーを持つ。（特にノリについては実際に本人の前に現れた際、「ホンマに似てるわ」と絶賛されたことがあった）また、『そっくり館キサラ』などで物真似ライブも行っている

## 出演
- ものまねバトル・ものまねグランプリ（日本テレビ系列、不定期）
  - リトル清原（清原和博）・神奈月（原辰徳）・はなわ（松井秀喜）、ウエスタン・ローソン（ペタジーニ）・ゴリけん（伊良部秀輝）らと「プロ野球選手のものまねオールスターズ」で出演する。
- メレンゲの気持ち　（日本テレビ、2003年1月11日）
- 所さんの目がテン　（日本テレビ、2003年3月2日）
- 壮絶バトル花の芸能界　（日本テレビ、2003年3月6日）
- エンタの神様　（日本テレビ、2004年1月31日）
- バリューナイトフィーバー　「時間無制限100本勝負!最強お笑い芸人決定戦」　（日本テレビ、2005年7月23日）
- 徳光＆所の世界記録工場　（日本テレビ、2006年1月7日）
- スッキリ!!　（日本テレビ、2013年5月10日、7月12日）
- 有吉反省会　（日本テレビ、2013年4月28日）
- 1周回って知らない話　（日本テレビ）
- ぐるぐるナインティナイン　（日本テレビ）
- とんねるずのみなさんのおかげでした（フジテレビ系列、不定期出演)
  - 博士と助手〜
  - 細かすぎて伝わらないモノマネ選手権〜

第8回では、「映画『麻雀放浪記』の天和であがった時の高品格」のものまねを演じる。
第9回では、「行きつけの居酒屋で一杯目のビールを注文するなぎら健壱」のものまねを演じる。
この出演の際の「チンカチンカのしゃっこいルービー」（カチンカチンに冷えたビールの意味）というものまね発言を、なぎらが人づてに聞き、それ以降、なぎらは飲み屋でビールを注文する際、実際にそのように言うようになったという（なぎら本人による朝日新聞コラム「酒にまじわれば」2007年12月19日掲載分の記述より）。
第11回では、「行きつけのスナックで見せるなぎら健壱ならではのオーダーの仕方」を演じる。
第12回では、「行きつけのスナックで見せるなぎら健壱ならではの帰る時の挨拶の仕方」、「『タモリ倶楽部』のロケ中にさも通行人のようにしらじらしく登場し、独特の言い回しで挨拶をするなぎら健壱」を演じる。
第15回では、「人より少し舌足らずな、番組宣伝をする時の『熱闘甲子園』より長島三奈」「誰もいない甲子園球場で、ゆっくり話すがやっぱり舌足らずな、2006『熱闘甲子園』最終回エンディングの長島三奈」 「2009『熱闘甲子園』最終回、決勝VTRフリ前の栗山英樹（岩崎なおあき）と長島三奈」を演じる。 
上記のように、なぎら健壱とは面識がなかったが、現在では長島三奈の物真似をする際、なぎらに相談し「着眼点がいいね」とアドバイスを貰うなど[7]、交流がある。
  - 2億4千万のものまねメドレー選手権

第1〜3,5回に出場。「2億4千万の瞳」の音楽にあわせ、ものまねを披露した。
- 森田一義アワー 笑っていいとも!（フジテレビ系列）
  - ニセメン☆パラダイス（水曜日コーナー）

2008年1月9日は、「『3年B組金八先生』（第2シリーズ）で、PTAに怒りをぶつける坂本金八役の武田鉄矢」を演じる。
2008年1月23日は、「『タモリ倶楽部』でホッピーについて語るなぎら健壱」を演じる。
- アリケン（テレビ東京系列、2009年10月3日）
- プロ野球珍プレー好プレー　（フジテレビ、2005年12月30日）
- ライオンのごきげんよう　（フジテレビ、2013年1月14日、5月13日、9月2日、11月11日、12月26日、2014年5月13日、27日、8月26日、12月1日）
- 中井正広のブラックバラエティ　（日本テレビ、2008年5月25日、6月1日、22日、29日、7月13日、20日、2009年7月5日、12日、19日、2011年1月9日、16日）
- 草野☆キッド　（テレビ朝日、2007年10月16日）
- お願いランキングGOLD　（テレビ朝日、2012年2月11日）
- ものまねウォーズ　（TBS、2011年3月30日、10月20日）
- アッコにおまかせ　（TBS、2004年4月25日）
- お笑いDynamite　（TBS、2011年12月29日）
- ダウンタウンのガキの使いやあらへんで!!（日本テレビ系列）
2011年1月23日『山-1グランプリ』
- いきなり!黄金伝説。（テレビ朝日、2011年2月10日）
- ピラメキーノ（テレビ東京、2011年5月20日）『バカウケコドモ-1GP』
- タイムスクープハンター「爆笑！ものまね大作戦」（NHK総合、2013年6月29日） - 周兵衛 役
- 有田Pおもてなす　（NHK総合、2018年7月21日）
- 女子アナの罰（TBS、 2013年6月27日）
- 有吉ジャポン（TBS、2013年8月10日、12月21日）
- うつけもん（フジテレビ、2014年6月12日）
- コサキン・天海の超発掘!ものまねバラエティー マネもの（フジテレビ、2014年6月14日）
- 坂上忍の成長マン!! 祝!坂上忍の成長マン日曜ゴールデン拡大版 愛犬しつけ&ものまね急成長2時間半SP!!（テレビ朝日、2014年11月23日）
- ここほれわんばんこ（パチ・スロ サイトセブンTV、2014年12月 - ） - レギュラー出演
- 古賀シュウ 3時半の三枚おろし（文化放送、聴取率週間直前のつなぎ放送として、隔月日曜27:30-29:00）

### 映画
- 愛しのアイリーン（2018年9月14日公開、監督:吉田恵輔） - 斉藤 役